# Loxomima imitans
Loxomima imitans är en fjärilsart som beskrevs av Max Wilhelm Karl Draudt 1915. Loxomima imitans ingår i släktet Loxomima och familjen björnspinnare. Inga underarter finns listade i Catalogue of Life.